# الخميسات
الخميسات هي مدينة مغربية تقع على بعد 86,5 كم شرق العاصمة الرباط، تُعتبر عاصمة زمور الأمازيغية، أسست حوالي سنة 1935 من قبل المستعمر الفرنسي الذي جعلها مركزًا لتهيئة الجنود المغاربة (خاصة المنحدرين من المنطقة) لإرسالهم لجبهة الحرب العالمية الثانية. موقعها على الطريق الرئيسية بين الرباط وفاس جعلها تتوسع بسرعة، حيث عرفت هجرة قروية مُهمة خلال سبعينيات القرن العشرين. في هذه المدينة ولِد رئيس الوزراء الفرنسي ووزير الخارجية السابق دومينيك دو فيلبان.

## السكان
يرجع التوسع السكاني للمدينة إلى قربها من محور القنيطرة - الدار البيضاء، وموقعها على الطريق الرابطة بين الرباط وفاس، كان له التأثير في التوسع العمراني الذي تعرفه المدينة حاليا. وباستثناء صناعة الزرابي فالمدينة لا تتوفر على معامل أو مصانع واقتصادها يقوم بالأساس على التجارة والفلاحة.

## الثقافة
مدينة الخميسات معروفة بالزرابي الأمازيغية وبالفنتازيا والمواسم ومن أهم المواسم بالخميسات موسم أيت يدين الذي يجمع العديد من الفرسان وخيالة المدينة، كما أن هناك عدة مواسم أخرى كموسم آيت عبو، سيدي الغندور، آيت واحي، وغيرها من المواسم السنوية.
وقد عرفت المدينة تنوعا ثقافيا كبيراً بحيث عرفت هجرة كبيرة من جميع جهات المملكة وليس فقط من القرى الزمورية، ويرجع السبب في ذلك لموقعها الجغرافي ولقربها من المدن الكبرى، وحاليا المدينة تتميز بتنوع ثقافي كبير وهو ما جعلها مركزا لتزاوج الثقافات المغربية كما أنها لا تحتوي على أي شكل من أشكال المهن.

## مآثر إسلامية تاريخية

### المسجد العتيق بالخميسات
يعتبر المسجد العتيق بالخميسات من أعرق المساجد وأقدمها، حيث تأسس في ثلاثينيات القرن الماضي باكتتاب من سكان قرية الخميسات آنذاك، ومن بعض وجهاء قبائل زمور، ثم ساهمت في تشييده بعد ذلك أحباس سلا بأمر من السلطان محمد الخامس نور الله ضريحه.
وذكر المؤرخون أن المسجد العتيق شيد بالخميسات في الوقت الذي احتدم فيه الصراع حول السياسة البربرية، إذ سمح الفرنسيون ببنائه لتغطية نواياهم السياسية في إقامة كنيسة بزمور، تلك الكنيسة التي أطلقوا عليها اسم القديسة «تيريزا»، ومن المؤرخين الذين تحدثوا عن هذه المعلمة الدينية العظيمة وأعجبوا بها الشريف النقيب مولاي عبد الرحمان بن زيدان، في مؤلفه «إتحاف أعلام الناس».
ومنهم من ذكر أن أول مظاهرة كبرى اندلعت بالخميسات بتاريخ 22 أكتوبر 1937، انطلقت من هذا المسجد لفضح نوايا السياسة الفرنسية الاستعمارية التفريقية المجسدة في الظهير البربري. وظل طيلة فترة الحماية وبعدها بقليل، خلال عهد الاستقلال المجيد، المسجد الوحيد الذي تؤدى فيه صلاة الجمعة بمنطقة الخميسات.
كما انتهى إلى علمنا من أفواه عدد من رجال المقاومة وأعضاء جيش التحرير بالإقليم الذين حاورناهم، بأن محمد الخامس قام بالصلاة بهم في ثلاثينيات القرن الماضي أثناء زيارته لمنطقة الخميسات. وطوال العقود الماضية تخرج عدد كبير من أئمة المنطقة الذين درسوا وحفظوا القرآن الكريم بهذا المسجد.
ومنذ ذلك التاريخ والمسجد العتيق يؤدي رسالته الدينية باقتدار وتوهج، إذ ظل على الدوام الوجهة المفضلة للمصلين من أبناء مدينة الخميسات وزوارها، وقد قام عدد من المحسنين بتوسعته سنة 1943 بعدما ضاقت رحابه بالمصلين.
كما شهدت رحابه تكوين أول جمعية لحفاظ القرآن الكريم بالخميسات، تولت تلاوة القرآن يوم الجمعة بلسان واحد، ضدا عن سياسة المستعمر الفرنسية الرامية إلى طمس الهوية الإسلامية لقبائل زمور الأمازيغية المسلمة المجاهدة. وما كاد نبؤها يصل إلى المجاهد الأكبر وقائد معركة التحرير الملك محمد الخامس حتى أعطى أوامره بتشجيع هذه النبتة المباركة، وذلك بأن كلف ناظر أحباس سلا بإرسال ثلاثين مصحفا تامة إلى خزانة الجمعية بالمسجد.
ولقد كان لهذه الالتفاتة الكريمة وقع عظيم على أعضاء جمعية حفظة القرآن الكريم آنذاك، فأذاعته سراً وجهراً جميع أوساط سكان منطقة زمور الذين ابتهجوا لها وفرحوا لحصولها.
وكانت تلك الجمعية تدرس طلبة القرآن مبادئ الدين الإسلامي من «المرشد المعين» لابن عاشر، وكذلك مبادئ النحو و«الأجرومية»، ودروس في السيرة النبوية والوعظ والإرشاد والتوعية، عقب كل صلاة العصر بهذا المسجد المبارك، ولقد استحسن كثير من الطلبة هذا العمل، وطفقوا يتوافدون في الوقت المحدد، وأصبح لهم ولع به. وبموازاة ذلك عمل أفراد الجمعية المذكورة على حث طلبة منطقة الخميسات على الانخراط في صفوف المقاومة ضدالاستعمار الفرنسي الغاشم.
جماعة أيت أورييل
تقع جماعة «أيت أوريبل» بإقليم
«الخميسات» المملكة المغربية حيث
تبعد عن عاصمة الإقليم)أي مدينة
«الخميسات» (بحوالي 8 كيلومترات من الناحية
الشرقية في اتجاه الرماني الذي لا
يبعد عن الجماعة إلا ب 35 كيلومترا، وتضم العديد من الدواوير وسوقها الأسبوعي
سوق الأحد خموجة الذي يقام مرة واحدة في الأسبوع ويحج اليه الناس من جميع الدواوير المجاورة للجماعة بما في ذلك الباعة الذين يأتون من المدينة لعرض منتوجاتهم ـ
فرقة «أيت أوريبل»، وتضم الدواوير التالية:
«أيت القلالي»
«أيت بوعزة وعلي»
«أيت كنون»
«أيت أوريبل»
«أيت المجدوب»
«أيت إيكوا»
والعديد من الدواوير التي لم نذكرها
ويبلغ تعداد سكان الجماعة حسب
إحصائيات غير رسمية حوالي 16000
نسمةـ
الحدود الجغرافية:
الجماعات المتاخمة لجماعة أيت اوريبل:
الشرق: جماعة «ايت ايكو»،
الشمال: جماعة «أيت يدين».
الجنوب: «أيت حودران».
الغرب: جماعة«أيت واحي».
والثانوية الإعدادية التي تستقطب جميع أبناء الجماعة هي إعدادية «سجلماسة»

### قنطرة الديك
من الآثار التي توجد بزمور القنطرة التي كانت مقامة على وادي بهت، أسفل القنطرة الحالية التي بنيت في عهد الحماية على الطريق الوطنية التي تربط الخميسات بمكناس.
ولا تزال آثار القنطرة القديمة بادية للعيان، وقد كانت تسمى «قنطرة الديك»، ولا تزال آثارها تعرف بهذا الاسم حتى اليوم، إذ لا تزال أطلالها قائمة. ويظهر أن تسميتها هذه لم تقع إلا بعد أن سقط وسطها وبقي طرفاها فقط، فكانت الديكة تطير من ضفة إلى أخرى عابرة طرفي القنطرة، فسميت بذلك الاسم. وهذا مما يدل على أن القرية بقيت آهلة بعد سقوط القنطرة، كما يبدو أن هذه القنطرة ربما بنيت في عهد السعديين حيث كانت بقربها دار لأم السلطان. ولا يخفى أن أم السلطان هي أم المنصور الذهبي ذات المشاريع الخيرية العمرانية، لالة مسعودة.

### دار أم السلطان
دار أم السلطان المنصور الذهبي، وتقع بالقرب من قنطرة الديك، ولاتزال أطلالها شامخة ومتحدية التاريخ بزمانه ومكانه.

## السياحة

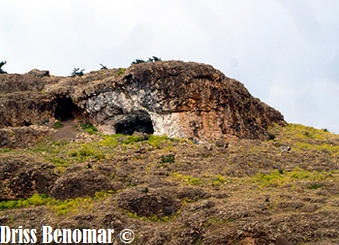
مغارة ايفري عمرو موسى

توجد أماكن سياحية عدة في مدينة الخميسات، ونظراً لقلتها لم تلق العناية اللازمة من قبل الجهات المعنية، وهنا بالضبط نتحدث عن أعرق وأقدم مغارة في الإقليم إذ تم العثور بداخلها على هياكل عظمية بشرية لإنسان عاش الحضارة الجراسية (1800 / 2400 قبل الميلاد).
وتعد مغارة «إيفري عمرو موسى». إحدى هذه الاكتشافات التي لم تلق العناية اللازمة من قبل الجهات المعنية رغم أن اكتشافها يعد الأول من نوعه في تاريخ الاكتشافات الأثرية بشمال إفريقيا.
فهذا الاكتشاف الذي لقي صدى واسعا لدى عدد كبير من الباحثين في علم الأركيولوجيا بالخارج ووصفه الكثيرون بالاكتشاف الاستثنائي كونه يعود إلى حقبة ما قبل التاريخ. لم تعره الجهات المعنية سواء الوطنية أو الجهوية أو المحلية أدنى اهتمام.
وأغلب الأشياء الأثرية التي عثر عليها داخل المغارة هي أدوات مصنوعة من عظام الحيوانات وكسرات من الفخار الجرسي الشكل. وبقايا عظام حيوانات لم يعد لها وجود بشمال إفريقيا. وأدوات معدنية صنعت من النحاس (الفترة الحجرية-النحاسية) بجانب حجيرات من المعدن وأخرى صنعت من عظام الحيوانات. كالإبر ذات الثقب كانت تستخدم لعدة أغراض. وخاصة في الزينة.
وتبقى الغاية من هذه الاكتشافات هو التعريف بمنطقة زمور التي كانت نشيطة قبل التاريخ عكس ما تعيشه اليوم من ركود. وكذا المساهمة في جعل هذه الاكتشافات قاطرة لتنمية المنطقة. وتحسيس أصحاب القرار بأهمية هذه المواقع في التنمية المستدامة. والوعي بأهميتها وذلك بتخصيص اعتمادات مالية لتأهيل هذا الموقع وجعله منطقة جذب سياحية بامتياز.
ومن المواقع السياحية المهمة في مدينة الخميسات ضاية رومي
تعتبر بحيرة ضاية الرومي من بين أجمل الفضاءات المائية المنتشرة بتراب المملكة المغربية، وتقع بسهل زمور على بعد 15 كيلومترا جنوب مدينة الخميسات، وبحوالي 75 كيلومترا شمال العاصمة الرباط.
تمتد البحيرة على مساحة تفوق 87 هكتارا من المياه العذبة، وسط غابة غطاءها النباتي ضارب في القدم مكون من أشجار الزيتون والكاليبتوس والدراق إضافة إلى أزيد من 80 نوعا من الأعشاب، يصل عمق البحيرة ما بين 08 إلى 09 أمتار، ومحيطها إلى حوالي 05 كيلومترات، وهي مياه توفر الحياة لعدد كبير من الأسماك خاصة الشبوط والنون وبومنقار.
كما تعتبر البحيرة فضاء مناسبا لممارسة الرياضات البحرية، الجيت سكي والكاياك وغيرها، وهي فضاء للنزهة بامتياز حيث توفر غاباتها فضاءات شاسعة لاستقبال هواة السكينة والهدوء بعيدا عن صخب المدن.
الوصول إلى البحيرة يسير جدا بفضل البنية الطرقية الجيدة، كما يمكنكم اقتناء حاجياتكم بعين المكان من لدن بائعي المواد الغدائية بالدواوير القريبة، ويمكنكم أيضا الاستعانة بخدمات المطاعم الموسمية المخصصة أساسا لاستقبال الزوار.
لا أجمل كذلك من احتساء كوب قهوة أو إبريق شاي، وحتى تنازل وجبة غداء بفضاء دار الضاية، خاصة ببهوه المطل مباشرة على البحيرة.

## الاقتصاد في المدينة
تعتمد مدينة الخميسات في اقتصادها على الصناعة التقليدية والفلاحة في المرتبة الأولى.

## التعليم
تتوفرمديرية الخميسات على 173 مؤسسة تعليمية منها 131 بالعالم القروي، ويبلغ عدد الموظفين بالموارد البشرية 4020 أستاذ وأستاذة، منهم 2458 أستاذ وأستاذة بالمؤسسات الابتدائية، و 899 أستاذ وأستاذة بالثانوي الإعدادي و 663 أستاذ وأستاذة بالثانوي التأهيلي حسب إحصائيات المديرية الإقليمية لوزارة التربية الوطنية والتعليم الأولي والرياضة بالخميسات. يشكل غياب الجامعات العائق الأول أمام التلاميذ الراغبين في إكمال دراستهم في المسلك الجامعي، مما يفرض ضغوطا نفسية واجتماعية على التلاميذ ويلزمهم بشد الرحال إلى العاصمة الإدارية الرباط أو عاصمة الغرب القنيطرة أو حتى إلى العاصمة الإسماعيلية مكناس وفاس العاصمة العلمية.

## جمعيات المجتمع المدني

### جمعية التقنيين الشباب بالخميسات
جمعية أسست على يد مجموعة من الشباب رأت الحاجة في مواكبة الشباب خريجي المعاهد ومؤسسات التعليم العالي للولوج إلى سوق الشغل من خلال تأطيرهم وتكوينهم ووضعهم في المسار الصحيح لتوجههم من أجل بناء مجتمع مهني كفؤ يساهم في تنمية المجتمع المغربي والاستجابة للرؤيا الحداثية التي ينتهجها المغرب في سياسته الاقتصادية والاجتماعية.
تسعى الجمعية إلى تحقيق الأهداف التالية:
-        المساهمة في خلق مجتمع حداثي متطور عبر إدماج الشباب في الحياة الاجتماعية والاقتصادية والثقافية عبر قنوات التربية والتكوين من أجل تنمية بشرية مستدامة.
-        المساهمة في تأطير الأعضاء وتوسيع مداركهم وإكمال تكوينهم في شتى أنواع المعرفة وتنظيم لقاءات وندوات علمية ومحاضرات في مختلف المجالات.
-        إعطاء دروس الدعم والتقوية لفائدة الطلاب والتلاميذ.
-        تقديم مساعدات في ميدان الخدمات ذات الطابع الاجتماعي والثقافي.
-        عقد شراكات مع المؤسسات العمومية والشبه العمومية والخاصة.
-        نشر ثقافة الوعي المهني لمواكبة سير وتطور البلاد.
-        ترسيخ مبدأ التسامح والمساواة بين مختلف الأديان والثقافات.
-        الانخراط في البرامج الوطنية حسب مجال تخصص الجمعية.
-        تنظيم رحلات استكشافية وزيارات ميدانية ودراسية.
-        خلق أنشطة مماثلة بشراكة مع جمعيات داخل وخارج أرض الوطن.
-        تنظيم ندوات وموائد مستديرة وورشات عمل وملتقيات وطنية ودولية في الميدان المهني والثقافي.
تنظيم دورات تكوينية وإنجاز برامج تربوية وفنية لفائدة المنخرطين بتنسيق مع مختلف الفاعلين الجمعويين.

### جمعية ثيميزار للثقافة الأمازيغية بالخميسات
جمعية ثيميزار للثقافة الأمازيغية بالخميسات_المغرب. جمعية أمازيغية شبابية تهتم بكل مايخص الشباب ثقافياً فنياً تنموياً اجتماعياً تاهيلياً بيئيا تاطيريا تعليميا.
أهدافها:
- المحافظة على البيئة بالمنطقة والتحسيس بالمخاطر التي تهددها بالقيام بحملات تحسيسية في أواسط السكان والمؤسسات التعليمية من أجل التربية على النظافة والمحافظة على البيئة
- النهوض بثقافة النساء المحلية والاهتمام بلغتها الأمازيغية كلغة أم وهوية وثقافة وحضارة
- الانفتاح على التجارب الدولية في مجال التنمية بالمشاركة في أوراش داخل المغرب وخارجه وتبادل الزيارات والبعثات مع جمعيات وهيآت وطنية ودولية
- القيام بخدمات اجتماعية تضامنية وتنظيم حملات طبية وبيئية واجتماعية والمساهمة في العمل الخيري الإنساني التطوعي
- برنامج محو الأمية والقضاء على الهذر المدرسي وذلك بإعادة إدماج مجموعة من الشباب في التربية غير نظامية
- تنظيم مهرجانات وملتقيات ورحلات ومخيمات وصبحيات وعروض وندوات للأطفال والشباب داخل المغرب وخارجه
- تنظيم عروض وتداريب تكوينية في المسرح والاهتمام بالمسرح الأمازيغي ومسرح الطفل والمسرح المدرسي وعقد ملتقيات رياضية وثقافية وفنية
- تنظيم ندوات ولقاءات ومحاضرات وأوراش اجتماعية،
- المساهمة في تحقيق تنمية حقيقية ومستدامة في جميع المجالات
- ممارسة التنشيط التربوي والثقافي والفكري بجميع المؤسسات والمرافق العمومية المؤهلة لذلك وبالهواء الطلق
- المشاركة في المشاريع المحلية والوطنية
- الشراكة والتعاون مع القطاعات والوزارات والمنظمات الوطنية والدولية لتنفيذ برامج تنموية في جميع المجالات التي من شأنها خدمة المواطن والوطن
- خلق حركة فنية وثقافية وسياحية بالمنطقة وتكوين الشباب في مجالي المسرح والسينما

### جمعية بسمة أمل للتنمية الاجتماعية
تأسست جمعية بسمة أمل للتنمية الاجتماعية في 25 يوليوز 2012 على يد مجموعة من شباب مدينة الخميسات والذين رأوا الحاجة المتزايدة لمثل هذا العمل التطوعي بالمنطقة ودوره الفعال كمكون أساسي من مكونات المجتمع المدني.
هدف الجمعية بالأساس هو الرغبة الصادقة في عمل الخير والنهوض بالمستوى الثقافي والاجتماعي للإقليم. بالإضافة إلى تطوير وتحسين منظور وتصور المجتمع للعمل الجمعوي والدفع به إلى الأمام حتى لا يبقى مجرد عمل يؤطر الوقت الثالث أو يسعى فقط إلى خلق فضاء متواضع للمتعة، وإنما ليصبح عملا يدخل في إطار التخطيط والمشاركة الفعلية في المشاريع التنموية إلى جانب الجهات المعنية بالمدينة.
منذ تأسيسها، قامت الجمعية بالعديد من الأنشطة الاجتماعية والثقافية والتربوية والتي استهدفت شريحة واسعة بالمنطقة، ونذكر على سبيل المثال: قفة رمضان، توزيع الملابس على المحتاجين، توزيع أضاحي العيد، توزيع مستلزمات الدخول المدرسي على التلاميذ، تنظيم زيارة لدار العجزة بالإضافة إلى مجموعة من الدورات التكوينية لفائدة أعضاء الجمعية.

### جمعية التنمية والبيئة بالخميسات
أهداف الجمعية:
تحسيس المواطنين بضرورة حماية المجال البيئي من الثلوت والنفايات المنزلية وبذلك المحافظة على الصحة والبيئة.
توجيه وإرشاد الساكنة بأهمية المحافظة على المجال الغابوي بالمدينة.
المساهمة في نظافة الأحياء بالمدينة.
الاهتمام بالمساحات الخضراء بالمدينة والمساهمة في التشجير.طبية بالمدينة وخارجها.
المساهمة في رفع المستوى الاجتماعي وذلك بواسطة تشجيع وتنمية وتنسيق الجهود التطوعية لسكان المدينة وتوجيهها جماعيا في هذا المجال وسائر المجالات.
النهوض بأوضاع المرأة والطفل والأشخاص المعاقين على نشر التربية وتحسين التمدرس والبحث عن الموارد.
المساهمة في التنمية الاجتماعية والثقافية لساكنة المدينة.
تحقيق التعاون بين الجمعية وسائر المؤسسات الاجتماعية والحكومية وخاصة التي تهتم بالشؤون الاجتماعية والسكن اللائق بمحاربة السكن العشوائي والنهوض بالتنمية.
توفير الرعاية الصحية والنشاطات التربوية التي تساعد الأطفال على تنمية قدراتهم العقلية والجسمانية.
تشجيع وتنشيط والرفع من المستوى الرياضي والفني بتنظيم دوريات سنوية لفائدة شباب الحي والمدينة.
تنظيم ملتقيات في ألعاب القوى لجميع الفيئات.
تنسيق الجهود مع المكتب الوطني للكهرباء والتقني المختص بالمجلس البلدي لتوفير الإنارة العمومية بالأحياء والأزقة.
مساعدة الأسر الفقيرة والأخد بيدها في شتى المجالات على قدرة استطاعة الجمعية.
البحت عن السبل لتسهيل دعم المشاريع المدرة للدخل لفائدة ساكنة المدينة.
المساهمة في إدماج السجناء بعد خروجهم من السجن وذلك بإدماجهم في سوق الشغل.

### جمعية جذور للتنمية والمواطنة

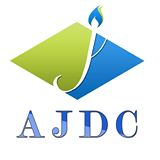
جمعية جذور للتمنية والمواطنة

تشتغل جمعية جذور للتنمية والمواطنة على الأهداف التالية:
- البحث عن بدائل لمحاربة جميع اشكال التهميش والفقر والاقصاء
- العمل عن قرب مع الساكنة عبر اشراكها في برامج تنموية
- النهوض باوضاع المرأة القروية الأمازيغية وفق المواثيق الدولية لحقوق الإنسان.وتمكينها من الموارد
- خلق شبكات وتنسيقات مع مختلف المنظمات والجمعيات ذات الاهداف المشتركة.
- تنظيم رحلا ت ومهرجانات فنية وتقافية ورياضية والمساهمة في المشاريع.
- العمل على تدبير احسن للمجال من اجل بيئة ومحيط سليمين.
- الترافع والنهوض بالحقوق الثقافية واللغوية والهوياتية للمنطقة.
- التدخل ببرامج في القطاعات الاجتماعية.
- الدفاع عن حق المواطن للمشاركت في الشان العام.
- تنظيم انشطة تهم التوعية الصحية
- الاهتمام بالأشخاص في وضعية إعاقة
- العمل برفقة المتدخلين الحكوميين والغير حكوميين في وضع برامج لمحو الأميـة والتربـية غير النضامية
- الاهتمام بالميدان الرياضي وتنمية القدرات والمهارات لفائدة الشباب
- العمل على تطوير المشاريع المدرة للربح
- الاهتمام برعاية الأطفال المعوزين وذوي الاحتياجات الخاصة

## أهم نجومها
في هذه المدينة ولِد رئيس الوزراء الفرنسي ووزير الخارجية السابق دومينيك دو فيلبان.
وأيضا ولد الاعب والمدرب الحسين عموتة.
والفنانة نجاة أعتابو.
والسياسي بوعزة إيكن
العداء عزيز أوحادي
المخرج جيلالي فرحاتي
اللاعب السابق والإطار الوطني حسن بن عبيشة.

## التوأمة
- Montauban، فرنسا.
- Dreux، فرنسا.
- Stockholm ، السويد .

## وصلات خارجية
- «الظهير رقم 2.15.40 ليومه 20 فبراير 2015, يُحدد عدد الجهات، تعريفاتها، عواصمها كما العمالات والأقاليم التي تُكونها، تم نشره على الجريدة الرسمية رقم 6340 ليومه 05 مارس 2015» (PDF).